# Satalice
Satalice (en allemand : Satalitz) est un quartier pragois situé dans le nord-est de la capitale tchèque, appartenant à l'arrondissement de Prague 19, d'une superficie de 379,8 hectares est un quartier de Prague. En 2018, la population était de 2 519 habitants.
La ville est devenue une partie de Prague en 1974.